# Испанский золотой эскудо

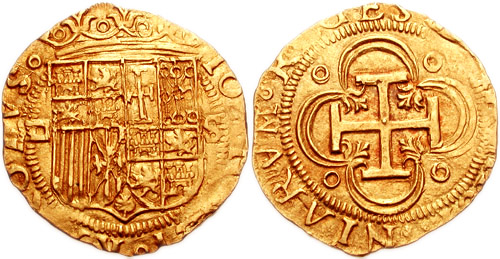
Эскудо Хуаны I и Карла V, чеканенный в Барселоне

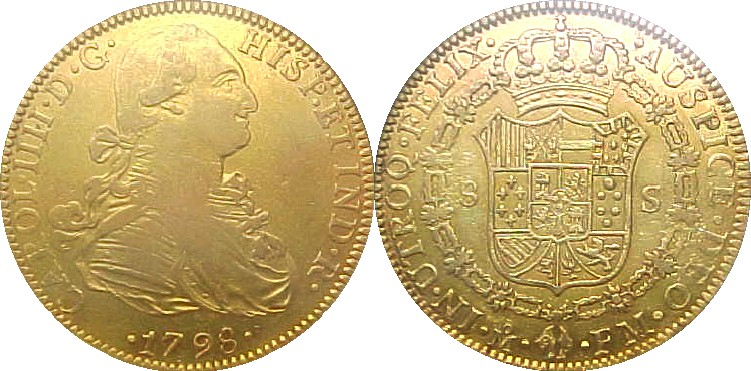
8 эскудо Карла IV

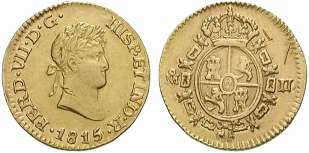
Эскудильо Фердинандо VII

Испанский золотой эскудо (исп. Español) — золотая монета Испании, выпускавшаяся с 1535 по 1833 год.

## История выпуска
В переводе с испанского и португальского языков escudo означает «щит», «герб», «гербовый щит» (от лат. scutum), который являлся традиционным элементом оформления почти всех монет, носивших это название. Впервые эскудо был выпущен в Барселоне в 1535 году, из золотой марки (230 г) 917 пробы чеканили 68 эскудо. Таким образом, монета была отчеканена из золота, весила 3,38 грамма и равнялась 350 мараведи. На аверсе монет был помещён гербовый щит, на реверсе — крест. Первые отчеканенные монеты использовались для оплаты расходов тунисской экспедиции.
В правление короля Филиппа II эскудо стал основной золотой монетой Испании. Курс золотых и серебряных монет изменялся в соответствии с ценой на металлы. В 1566 году 1 эскудо был равен 400 мараведи. Впоследствии в Испании была установлена система, при которой 1 золотой эскудо был равен 16 серебряным реалам, 1 реал = 34 мараведи.
Начало чеканки эскудо способствовал огромный приток металлов из Испанской Америки. В то же время приток металлов вызвал удешевление валюты и рост цен — инфляцию. Постоянные войны вкупе с неграмотной экономической политикой привели испанскую корону к тяжёлому экономическому кризису и серьёзному расстройству экономики. В конечном счёте Испания во второй половине XVI века четырежды объявляла дефолт (в 1557, 1560, 1575 и 1596 годах). В XVII в экономике страны также не произошло значительных улучшений, дефолты были объявлены в 1607, 1627, 1647, 1653 и 1680 годах.
В 1772 году проба эскудо с 917 была понижена до 900, а в 1786-м до 875. Большая часть эскудо в Испании чеканилась в Мадриде и Севилье, также золотые эскудо чеканилась на монетных дворах Испанской Америки.
В различное время выпускались монеты в ½ (эскудильо), 1, 2, 4 и 8 эскудо. Наибольшую популярность как в Испании, так и за её пределами получили монеты, кратные двум эскудо — дублоны. Вес дублона (испанский дублон, названный во Франции пистолем) в два эскудо составлял 6,77 грамма. В конечном итоге все монеты крупнее 1 эскудо стали называть дублонами, монета в 4 эскудо (13,5 г) называлась «дублон де куатро» (исп. doblón de a cuatro), монета в 8 эскудо (27 г) — «дублон де очо» (исп. doblón de a ocho).

## Прекращение чеканки
В начале XIX века Жозефом Бонапартом в Испании был введён новый реал. Было серьёзно понижено серебряное содержание реала, 1 старый реал равнялся 2,5 новым. Золотые монеты продолжали чеканить в весе 2, 4 и 8 эскудо, но номинал считался в реалах (1 эскудо равнялся уже не 16, а 40 новых реалов) — 80, 160 и 320 реалов соответственно.
Все перечисленный выше монеты оставались законным средством платежа до середины XIX века, когда в Испании была введена десятичная денежная система, основанная на реале, равном 100 сентимо реала (исп. céntimo de real, дословно «сотая часть реала»).
С 1864 года основной денежной единицей Испании стал серебряный эскудо.